# Alfredo Gramajo Gutiérrez
Alfredo Gramajo Gutiérrez (Monteagudo, Tucumán, 29 de marzo de 1893 -Olivos, Buenos Aires, 23 de agosto de 1961) fue un dibujante y pintor costumbrista argentino.
Se radicó en Buenos Aires en los primeros años del siglo XX, donde se formó artísticamente en la Sociedad Estímulo de Bellas Artes (SEBA) y en la Escuela Nacional de Artes Decorativas, y en 1917 se recibió de profesor de dibujo. Desde muy joven trabajó en el Ferrocarril Central, hasta 1947 cuando comenzó a ejercer la docencia.

## Obras
Participó en varias muestras en la Argentina y en el extranjero y sus obras se encuentran en el Museo Nacional de Bellas Artes, en museos provinciales, en la Cámara de Diputados y en el Museo Nacional de Arte Moderno en París, Francia. En numerosas ocasiones fue convocado para formar parte del jurado en el Salón Nacional de Bellas Artes de Buenos Aires. Fue el ilustrador del libro La mulanima: poema mágico de la montaña (1957) de Carlos B. Quiroga.
El tema principal de sus obras está conformado por la vida cotidiana y las costumbres de los pueblos de provincia, sobre todo los del noroeste, con énfasis en las tradiciones y el pensamiento religioso y supersticioso de los provincianos. En sus telas plasmó imágenes de fiestas, ceremonias religiosas, rituales, promesantes de la Virgen, iconografía cristiana, carnavales, mercados populares y entierros; con algunos temas realizó tríadas, como es el caso del conjunto formado por La ceremonia, La vuelta de la ceremonia y La fiesta.  
Debido a que su pintura respondía a los parámetros de un arte nacional, la crítica oficial lo favoreció, así como también a otros artistas de la época como Benito Quinquela Martín, Jorge Bermúdez, Fernando Fader, Cesáreo Bernaldo de Quirós y Luis Cordiviola. El poeta argentino Leopoldo Lugones lo denominó «el pintor nacional».
Algunos de sus cuadros:
| - 1958. El hachero y su familia. Óleo sobre cartón. - 1956. Chinitilla. Óleo sobre cartón. - 1956. El nuecero. Óleo sobre lienzo montado en cartón. (El Rodeo, Catamarca). - 1954. La puneña. Óleo sobre hardboard. (Tilcara, Jujuy). - 1949. El ruego. Óleo. (Catamarca) - 1946. Chango serrano. Óleo sobre cartón. - 1939. Indios del carnaval de Simoca. Tríptico. - 1937. Vendedoras de Simoca. Óleo sobre madera. - 1937. La feria de Frías. Témpera. - 1931. El bautisterio. Óleo sobre hardboard. - 1930. Retablo de Jesús. Óleo sobre madera. - 1930. El regreso. Óleo sobre tabla. (Catamarca) - 1929. La vidalita del carnaval. Óleo. - 1926. Caballos. Óleo sobre cartón. - 1919. La canción. Gouache sobre cartón. Tríptico. - 1918. Fidelia. Óleo. - 1918. Viejos talas. Óleo sobre cartón. - Presagio. Donada al Colegio Militar de la Nación en 1969. | - La ceremonia, La vuelta de la ceremonia y La fiesta. - Un velorio. El entierro del angelito. Óleo. - La cosecha de la algarroba. Óleo. - Chango mendocino. Óleo. - El tonto Nicolás. Óleo. - Paisaje serrano. Óleo. - Tejedora. Óleo. - Tucumán. Óleo. - La bendición. Óleo sobre tabla. - Velorio del angelito. Óleo sobre tabla. - El velorio. Óleo. Tríptico. - Aserradero chaqueño. Óleo sobre cartón. - Carnaval. Dibujo a lápiz. - Mujeres a caballo. Dibujo. - Carnaval de Simoca. Dibujo. - Un camino. Témpera barnizada. - Regreso del trabajo. Acuarela. - El pesebre. - Navidad en el norte. - Entierro en mi pueblo. |

## Premios
Obtuvo varios premios, medallas y distinciones, entre ellos:
- 1954. Gran Premio de Honor del Ministerio de Educación y Justicia, Salón Nacional de Bellas Artes, Buenos Aires.
- 1946. Premio Adquisición Ministerio del Interior, Salón Nacional de Bellas Artes, Buenos Aires.
- 1939. Segundo Premio del Salón Nacional de Bellas Artes, Buenos Aires.
- 1938. Premio Nacional Eduardo Sívori.
- 1938. Segundo Premio de la Comisión Nacional de Cultura.
- 1929. Primer Premio Municipal de Pintura, Salón Nacional de Bellas Artes, Buenos Aires.
- 1928. Medalla de Oro y Diploma de Honor, Exposición Iberoamericana, Sevilla.
- 1928. Primer Premio Municipal.
- 1927. Primer Premio, Salón de Acuarelistas y Grabadores.
- 1926. Primer Premio y Medalla de Oro en la Exposición de Sevilla.
- 1920. Medalla de Plata, Salón de Acuarelistas.
- 1919. Premio Sívori en el Salón Nacional.
- 1919. Segundo Premio de Pintura, Salón Nacional de Bellas Artes de Buenos Aires.

## Exposiciones
En 2007 con la curaduría de Cecilia Cavanagh, se realizó en el Pabellón de las Bellas Artes de la UCA, la exposición «Identidad y Diferencia» con las obras de Gramajo Gutiérrez pertenecientes a colecciones privadas y obras de Ramón Gómez Cornet.
En 2011 en el Espacio de Arte Imago de la Fundación OSDE y con la curaduría de María Inés Rodríguez y Miguel Ruffo, se expuso la muestra «Las cosas del creer, estética y religiosidad en Alfredo Gramajo Gutiérrez», con más de cincuenta pinturas del artista realizadas entre 1914 y 1950.

Yo no pinto, documento.
Alfredo Gramajo Gutiérrez. 